# Målselv
Målselv (en sami septentrional: Málatvuomi) és un municipi situat al comtat de Troms, Noruega. Té 6.741 habitants (2016) i la seva superfície és de 3,321.72 km². El centre administratiu del municipi és el poble de Moen. Els altres llogarets del municipi són Alappmoen, Fossmoen, Holmen i Skjold.
El principal centre comercial del municipi és l'àrea de Bardufoss (que inclou Andselv, Andslimoen i Heggelia). A més de limitar amb Suècia a l'est i amb l'oceà Atlàntic (el fiord de Malangen) al nord-oest, limita amb els municipis de Balsfjord, Storfjord, Bardu, Sørreisa i Lenvik.

## Informació general
El municipi de Maalselven va ser establert el 1849, quan va ser separat de gran municipi de Lenviken. La població inicial de Maalselven era de 2.616 habitants. El 1891, algunes parts de la zona de Målsnes (població: 30) van ser traslladades a la veïna Malangen. L'1 de gener de 1904, una zona amb 5 habitants va ser traslladada de Balsfjord a Maalselven. L'ortografia del nom va ser canviada a Målselv el 1918. L'1 de juliol de 1925 el districte oriental d'Øverbygd va ser separat de Målselv per formar un nou municipi propi. Aquest fet va deixar Målselv amb 3.531 residents.
L'1 de gener de 1964, el municipi d'Øverbygd (població: 1232), el municipi de Målselv (població: 5.584), les àrees de Malangen Naveren i Målsnes (població: 118), i la granja "Skogli" de Balsfjord (població: 2) van ser fusionats per formar un nou municipi, l'actual municipi de Målselv.

### Nom
El municipi deu el seu nom al riu Målselva. El primer element és el cas genitiu del nom antic no-compost del fiord de Malangen: Malr i l'últim element és la forma finita d'elv, que significa "riu". El nom antic del fiord és idèntic a la paraula malr, que significa "bossa" o "sac" (en referència a la forma del fiord). Abans del 1918, el nom era escrit "Maalselven".

### Escut d'armes
L'escut d'armes és modern. Va ser concedit l'1 de febrer de 1985. Les armes mostren un riu blanc sobre un fons verd. Són armes parlants que representen el riu Målselva, que travessa el municipi.

### Esglésies
L'Església de Noruega té dues parròquies (sokn) al municipi de Målselv. És part del deganat d'Indre Troms a la Diòcesi de Nord-Hålogaland.
| Parròquia (Sokn) | Nom de l'església        | Localització de l'església | Any de construcció |
| ---------------- | ------------------------ | -------------------------- | ------------------ |
| Målselv          | Església de Målselv      | Målselv                    | 1978               |
| Øverbygd         | Església d'Øverbygd      | Øverbygd                   | 1867               |
| Øverbygd         | Capella de Kirkesnesmoen | Kirkesnesmoen              | 1977               |

## Geografia
Målselv va ser colonitzada pels agricultors del sud de Noruega, especialment d'Østerdalen, del 1788 en endavant. Se sentien atrets pels extensos boscos i zones de terra fèrtil en l'àmplia vall de Målselv. La vall i municipi prenen el nom del riu Målselva. El riu és molt conegut pels seus salmons, i forma la cascada de Målselv (en noruec: Målselvfossen), que ha estat seleccionada com la cascada nacional de Noruega. El Målselva desemboca al fiord de Malangen. Hi ha diverses muntanyes al municipi: Njunis (1.713 metres), que és la més alta i Istind, que és la més popular entre els excursionistes. Hi ha molts llacs, com l'Andsvatnet, el Finnfjordvatnet, el Rostojávri, el Lille Rostavatn i el Takvatnet. Una de les orquídies més rares d'Europa, Lysiella oligantha (en noruec: Sibirnattfiol), es troba a Målselv. El Parc Nacional d'Øvre Dividal (740 km²) es troba a la part més oriental de Målselv, a prop de la frontera amb Suècia.

## Media gallery

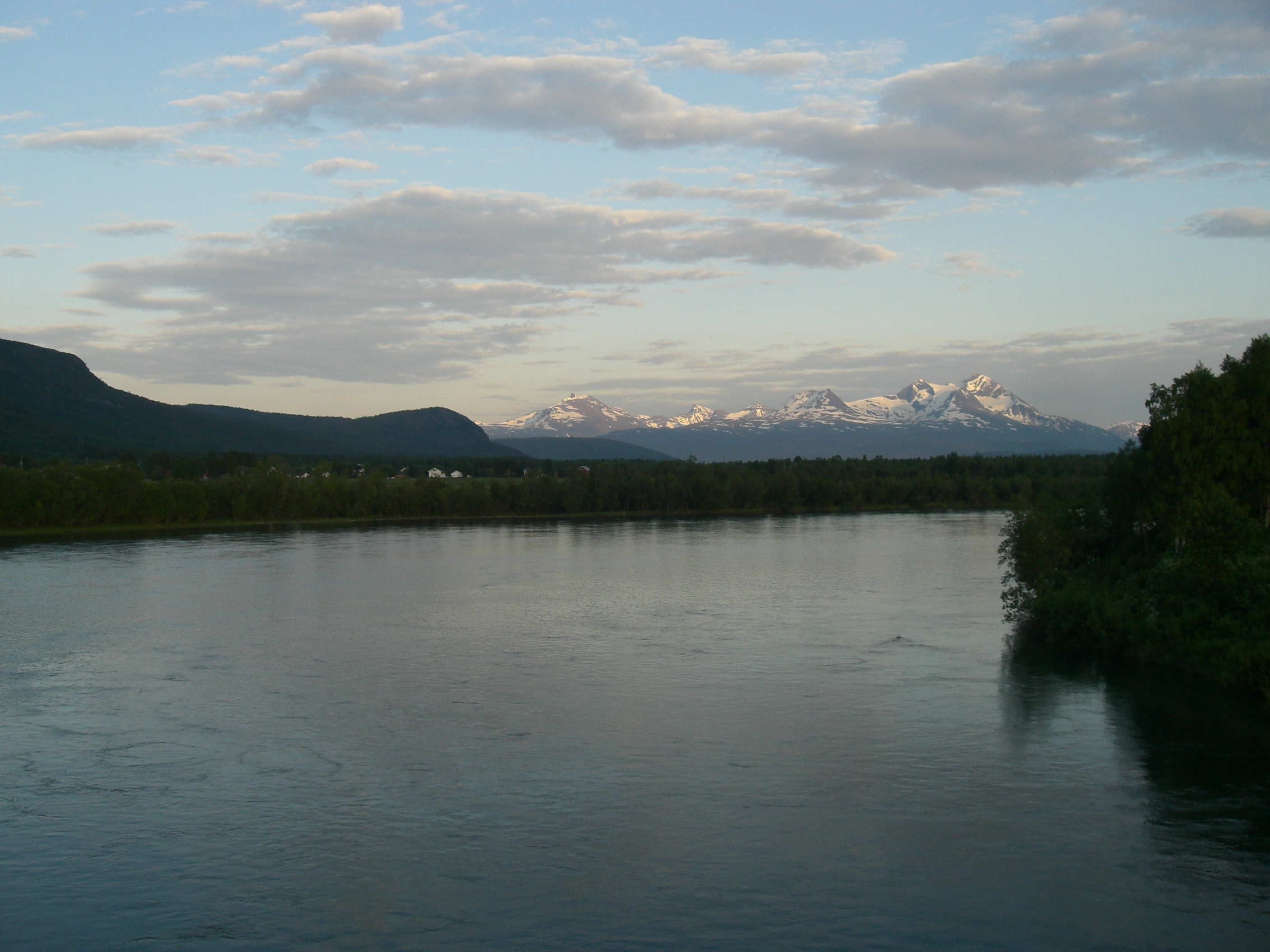
Riu i vall de Målselv
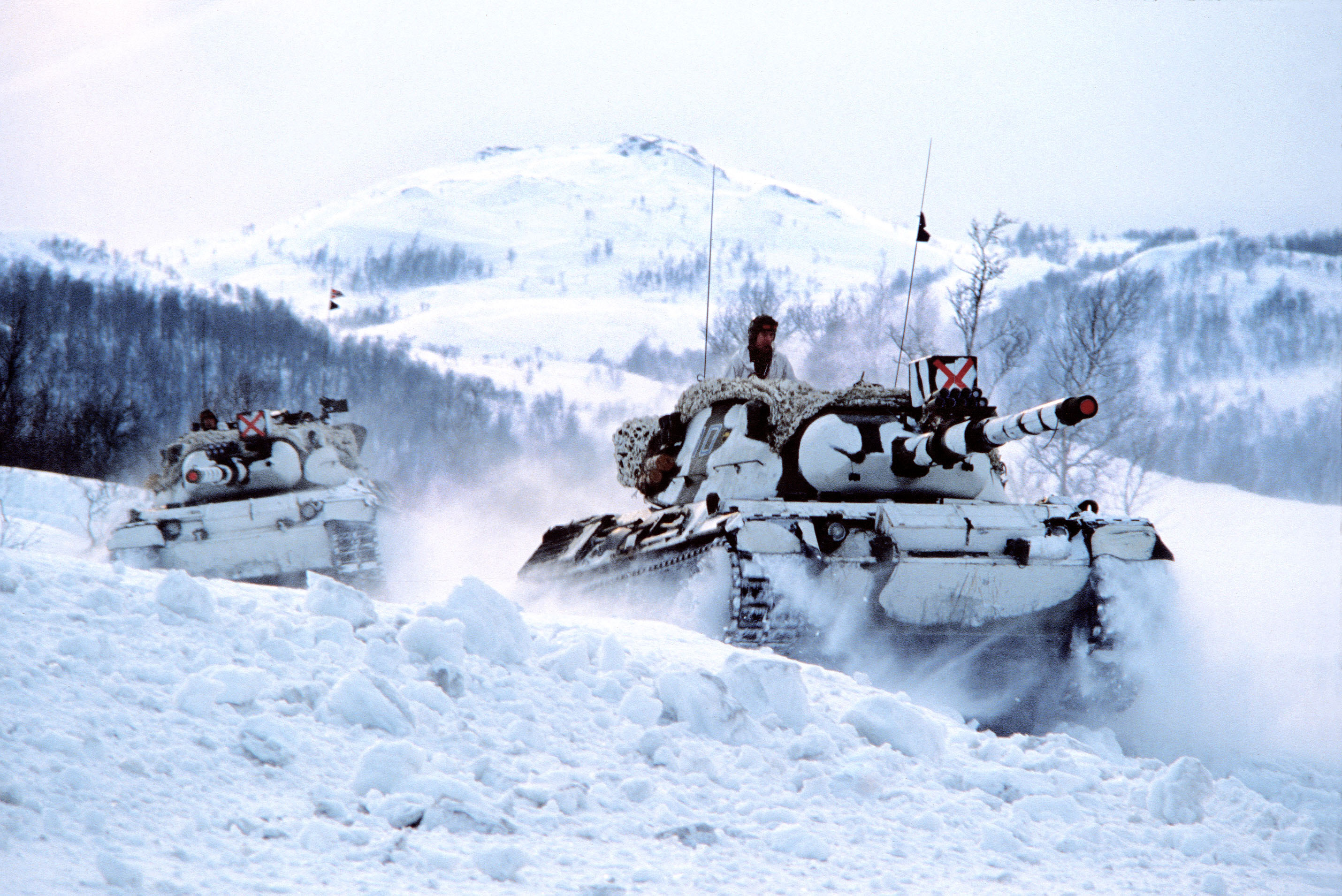
Les Forces Armades de Noruega tenen una llarga història a Målselv
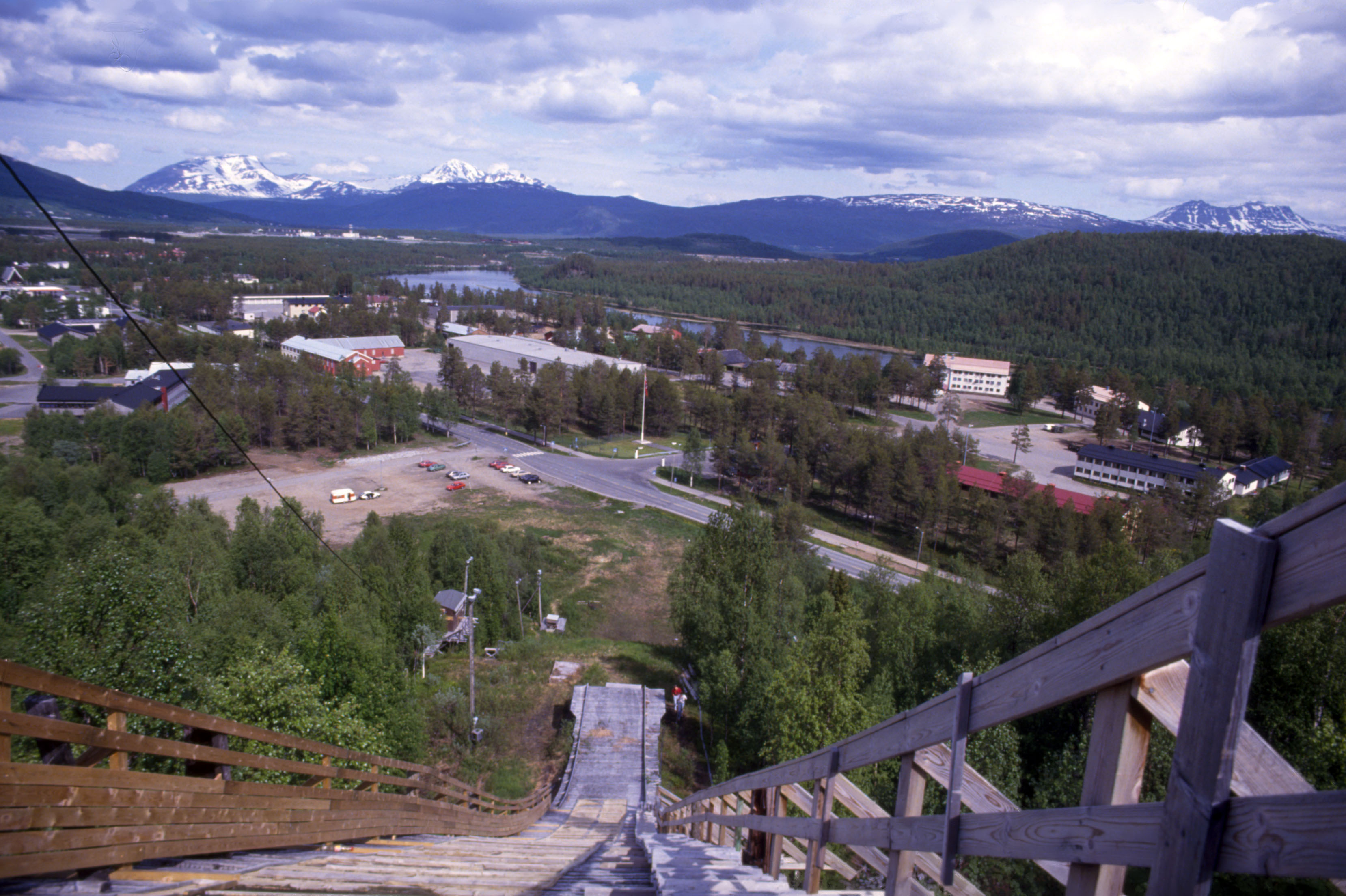
Heggelia, Målselv
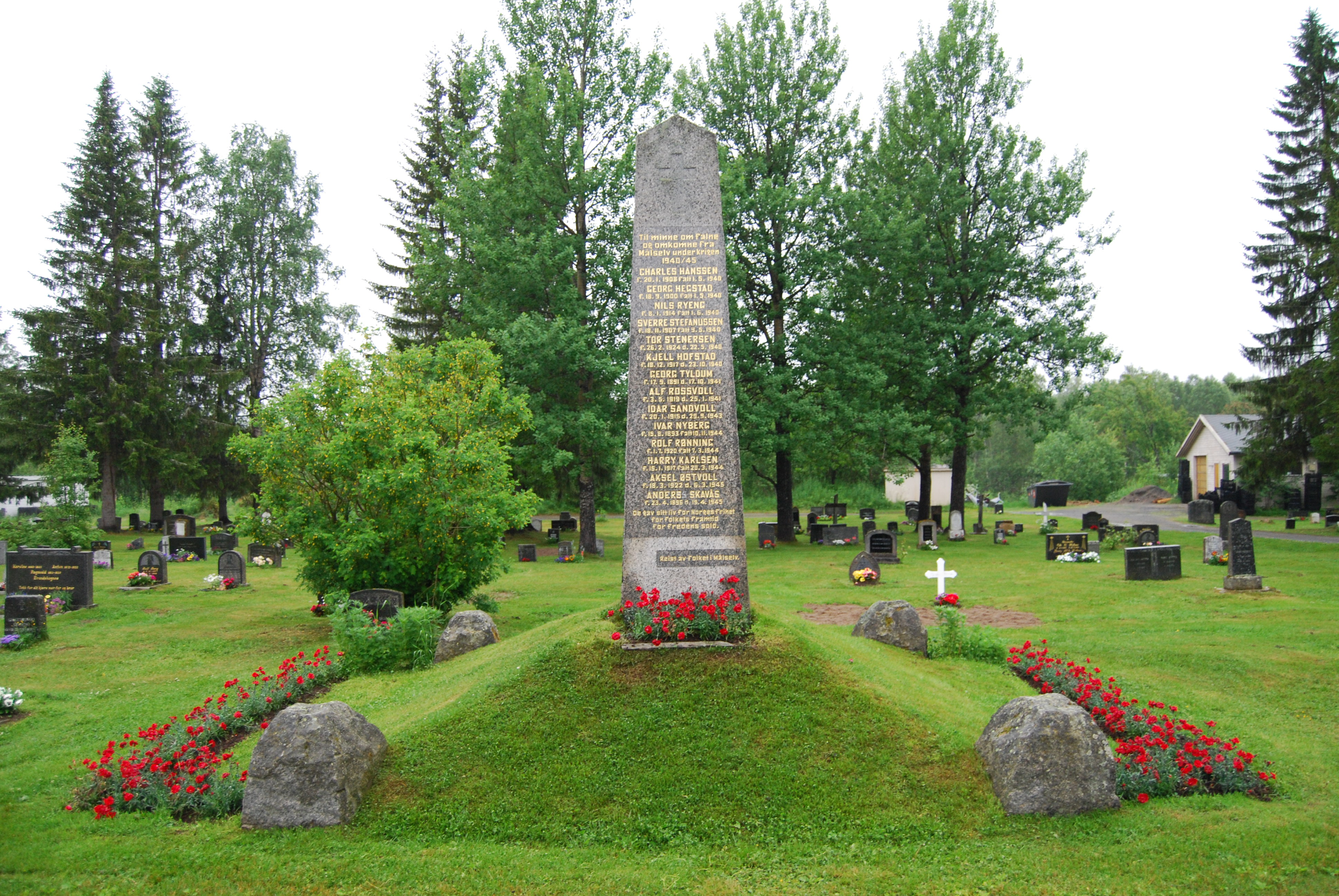
Memorial en record als assassinats durant la Segona Guerra Mundial a Målselv
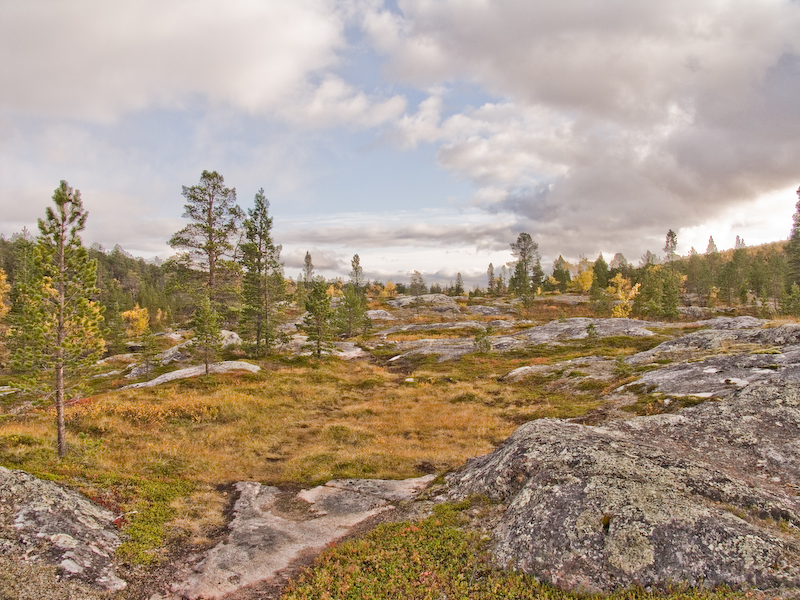
El Parc Nacional d'Øvre Dividal
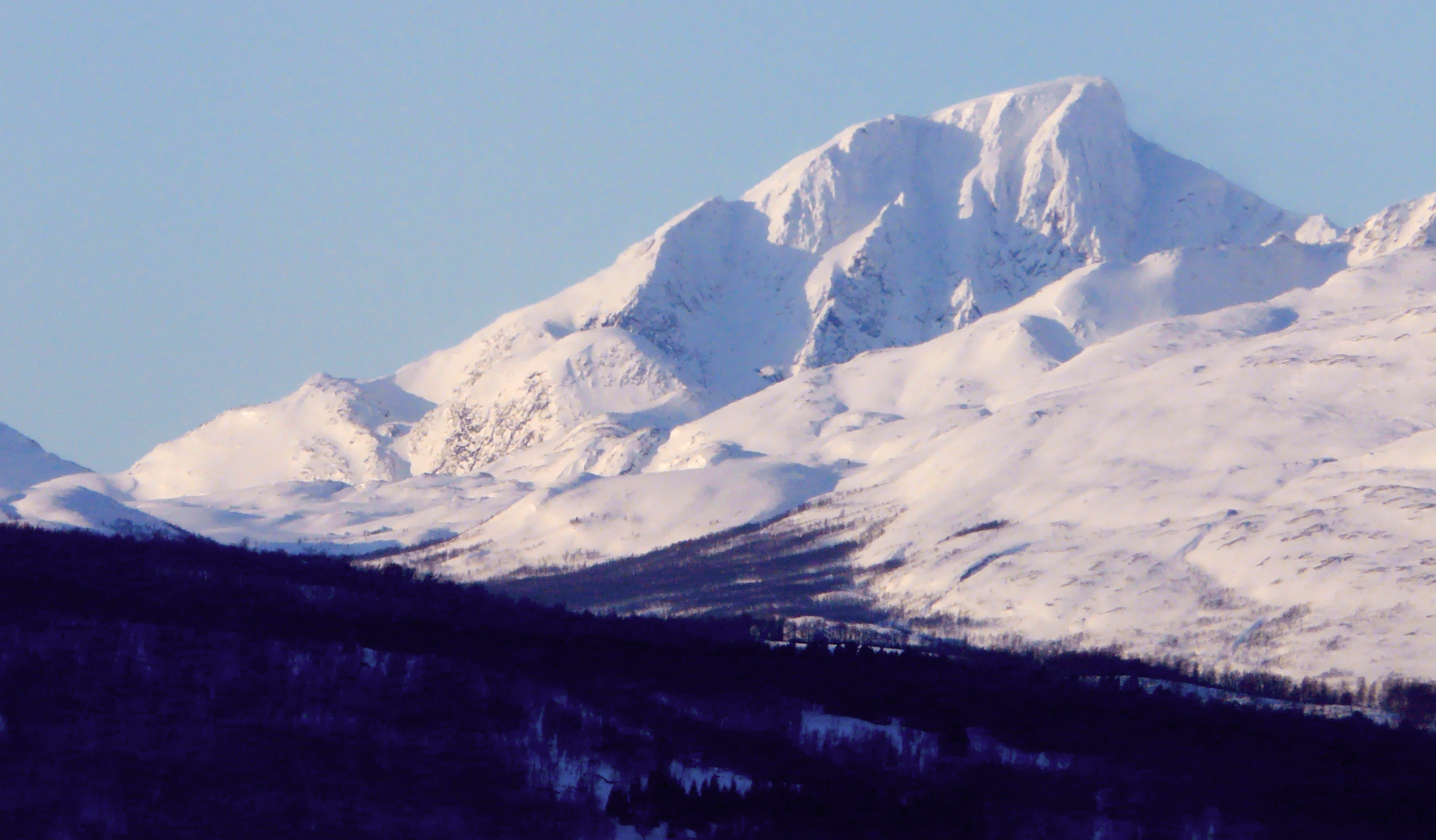
La Muntanya de Blåtindan

### Clima
Målselv té un clima continental, en trobar-se força resguardat de la influència maritíma. La precipitació mitjana anual és de 745 mil·límetres a Moen, 652 mil·límetres a Bardufoss i només 282 mil·límetres a la vall de Divi, que es troba a 282 m sobre el nivell del mar. El període més sec és d'abril a juny.
Hi ha una mitjana de 93 dies cada hivern en què la temperatura baixa per sota dels -10 °C, i 28 dies que baixa per sota dels -20 °C o fins i tot més. La temporada d'hivern té una mitjana de 68 dies amb un mínim de 50 cm de neu a terra, 126 dies amb un gruix almenys de 25 cm, i 179 dies amb un gruix almenys de 5 cm. A la temporada d'estiu hi ha una mitjana de 116 dies en què la mitjana diària sobrepassa als 10 °C i 22 dies amb una mitjana diària que sobrepassa els 20 °C. La precipitació és força moderada, hi ha una mitjana de 75 dies/any amb almenys 3 mm de precipitació i 15 dies/any amb almenys 10 mm de precipitació. Aquestes dades són ofertes pel Institut Meteorològic de Noruega i van ser registrades entre 1971 i el 2000.
| Dades climàtiques a Bardufoss (Målselv) | Dades climàtiques a Bardufoss (Målselv) | Dades climàtiques a Bardufoss (Målselv) | Dades climàtiques a Bardufoss (Målselv) | Dades climàtiques a Bardufoss (Målselv) | Dades climàtiques a Bardufoss (Målselv) | Dades climàtiques a Bardufoss (Målselv) | Dades climàtiques a Bardufoss (Målselv) | Dades climàtiques a Bardufoss (Målselv) | Dades climàtiques a Bardufoss (Målselv) | Dades climàtiques a Bardufoss (Målselv) | Dades climàtiques a Bardufoss (Målselv) | Dades climàtiques a Bardufoss (Målselv) | Dades climàtiques a Bardufoss (Målselv) |
| Mes                                     | gen                                     | febr                                    | març                                    | abr                                     | maig                                    | juny                                    | jul                                     | ag                                      | set                                     | oct                                     | nov                                     | des                                     | anual                                   |
| --------------------------------------- | --------------------------------------- | --------------------------------------- | --------------------------------------- | --------------------------------------- | --------------------------------------- | --------------------------------------- | --------------------------------------- | --------------------------------------- | --------------------------------------- | --------------------------------------- | --------------------------------------- | --------------------------------------- | --------------------------------------- |
| Màxima mitjana °C (°F)                  | −5.9 (21.4)                             | −4.5 (23.9)                             | −0.4 (31.3)                             | 3.8 (38.8)                              | 9.3 (48.7)                              | 14.8 (58.6)                             | 17.4 (63.3)                             | 15.8 (60.4)                             | 10.5 (50.9)                             | 4.3 (39.7)                              | −1.7 (28.9)                             | −4.7 (23.5)                             | 4.9 (40.8)                              |
| Mitjana diària °C (°F)                  | −10.4 (13.3)                            | −8.9 (16)                               | −5.4 (22.3)                             | −0.2 (31.6)                             | 5.6 (42.1)                              | 10.5 (50.9)                             | 13.0 (55.4)                             | 11.5 (52.7)                             | 6.3 (43.3)                              | 0.9 (33.6)                              | −5.5 (22.1)                             | −8.9 (16)                               | 0.7 (33.3)                              |
| Mínima mitjana °C (°F)                  | −15.1 (4.8)                             | −13.7 (7.3)                             | −10.9 (12.4)                            | −5.1 (22.8)                             | 1.1 (34)                                | 6.2 (43.2)                              | 8.8 (47.8)                              | 6.9 (44.4)                              | 2.5 (36.5)                              | −2.5 (27.5)                             | −9.4 (15.1)                             | −13.6 (7.5)                             | −3.7 (25.3)                             |
| Precipitació mitjana mm (polzades)      | 66 (2.6)                                | 58 (2.28)                               | 40 (1.57)                               | 33 (1.3)                                | 24 (0.94)                               | 38 (1.5)                                | 57 (2.24)                               | 63 (2.48)                               | 64 (2.52)                               | 77 (3.03)                               | 64 (2.52)                               | 68 (2.68)                               | 652 (25.67)                             |
| Mitjana de dies de pluja                | 0                                       | 0                                       | 0                                       | 7                                       | 6                                       | 8                                       | 11                                      | 12                                      | 12                                      | 13                                      | 12                                      | 0                                       | 82                                      |
| Mitjana de dies de neu                  | 24                                      | 25                                      | 27                                      | 22                                      | 5                                       | 0                                       | 0                                       | 0                                       | 0                                       | 1                                       | 7                                       | 15                                      | 126                                     |
| Font: Institut Meteorològic de Noruega  |                                         |                                         |                                         |                                         |                                         |                                         |                                         |                                         |                                         |                                         |                                         |                                         |                                         |

## Economia
El diari local, Nye Troms, que cobreix Målselv, Bardu i Balsfjord, i té la seva oficina principal a l'àrea de Olsborg/Moen. L'administració municipal es troba a Moen, a uns 2 quilòmetres a l'est d'Olsborg.
Més cap al sud, al llarg de la ruta europea E06, hi ha la regió de Bardufoss, que engloba les comunitats locals d'Andselv, Andslimoen i Heggelia, a la darrera dels quals alberga la Sisena divisió de les Forces Armades de Noruega. Prop d'Andselv hi ha l'aeroport de Bardufoss i l'Estació Aèria de Bardufoss de la Força Aèria Reial de Noruega, incloent els esquadrons d'helicòpters de la Força Aèria 337a i 339a. El municipi de Målselv, juntament amb el veí municipi de Bardu, té la concentració de bases militars més gran del país.
Avançant vall amunt hi ha una altra comunitat, Rundhaug, i movent-se cap a l'est, més a prop del Parc Nacional d'Øvre Dividal, hi ha la comunitat d'Øverbygd, que alberga dues més sub-comunitats, Skjold i Holt. El primer també alberga la Base Skjold per a infanteria mecanitzada i enginyers de combat.
El turisme ha esdevingut una indústria creixent a Målselv després de l'obertura de Målselv Fjellandsby, una estació d'esquí alpí. Målselv també engloba Målselvfossen, la cascada nacional de Noruega i una meca pels pescadors de salmó. També va ser la localització del Camp de concentració de Bardufoss durant la Segona Guerra Mundial.